# سرگئی تانیف
سرگئی ایوانوویچ تانیف (روسی: Серге́й Ива́нович Тане́ев؛ تلفظ [sʲɪˈrɡej ɪˈvanəvʲɪtɕ tɐˈnʲejɪf]؛ ۲۵ نوامبر ۱۸۵۶–۱۹ ژوئن ۱۹۱۵) یک نوازنده پیانو، آهنگساز، پدیدآور، نظریه‌پرداز و مدرس برجستهٔ موسیقی اهل امپراتوری روسیه بود.
او پیانو را زیر نظر بزرگانی همچون پیوتر ایلیچ چایکوفسکی و نیکلای روبینشتاین آموخت و در سال ۱۸۷۵ از کنسرواتوار دولتی چایکوفسکی مسکو فارغ‌التحصیل شد. او نخستین دانشجویی بود که هم در رشتهٔ آهنگسازی و هم در نوازندگی پیانو، نشانِ طلا دریافت نمود. او همچنین نخستین کسی بود که از این مرکز آموزشی مهم، «نشان عالی زرین» دریافت کرد. سرگئی مدت کوتاهی هم به دانشگاه دولتی مسکو رفت و در آنجا با بزرگانی چون ایوان تورگنیف و میخائیل سالتیکوف-شچدرین آشنا شد. سپس از سال ۱۸۷۶ تا ۱۸۷۷ در اروپا به سفر پرداخت و با امیل زولا، گوستاو فلوبر، سزار فرانک و کامی سن-سانس دیدار کرد.
وقتی چایکوفسکی از کنسرواتوار دولتی چایکوفسکی مسکو استعفا داد، سرگئی به عنوانِ مدرسِ هارمونیِ آنجا برگزیده و سپس از سال ۱۸۸۵ تا ۱۸۸۹ میلادی رئیسِ این مرکز آموزشی شد و تا سال ۱۹۰۵ نیز به تدریس ادامه داد.
از شاگردان برجستهٔ او می‌توان به راینهولد گلیر و الکساندر اسکریابین اشاره کرد.
او پس از شرکت در مراسم به‌خاکسپاری الکساندر اسکریابین، دچارِ سینه‌پهلو شد و در سن ۵۸ سالگی درگذشت.